# Hernán Büchi

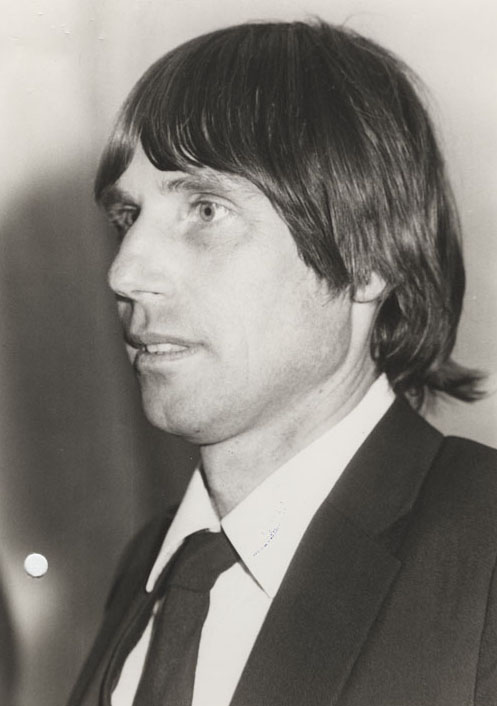
Hernan Buchi w 1983

Hernán Alberto Büchi Buc (ur. 6 marca 1949) – chilijski polityk, doradca i ekonomista pochodzenia szwajcarsko-niemiecko-chorwackiego, członek tzw. grupy Chicago Boys, minister gospodarki od 1979 do 1980, minister planowania od 1983 do 1985, minister finansów od 1985 do 1989, w 1989 kandydat prawicy na urząd prezydenta Chile popierany przez Augusto Pinocheta.

## Odznaczenia
- Order Księcia Trpimira (Chorwacja, 1994)[2]